# Рейтердаль, Хенрик
Хенрик Рейтердаль (швед. Henrik Reuterdahl, 11 сентября 1795, Мальмё — 28 июня 1870, Уппсала) — шведский церковный деятель, учёный-историк, профессор богословия, академик Шведской королевской академии наук (1848) и Шведской академии (1852). Министр по делам религий Швеции (1852-1855).

## Биография
В раннем возрасте остался сиротой. Несмотря на это, Рейтердалю удалось получить высшее образование в Лундском университете, где он изучал теологию, филологию и историю Церкви под руководством Эрика Густава Гейера. Как богослов, причислял себя к ученикам немецкого теолога Шлейермахера.
Был профессором богословия в университете Лунда.
Епископ Лундский, затем с 1856 до своей смерти — Архиепископ Шведский (Уппсальский).

## Научная деятельность
Хенрик Рейтердаль — известный шведский церковный историк. Главные его сочинения:
- «Введение в теологию» (Лунд, 1837)
- «Церковная история Швеции» (Лунд, 1838—1865).

Им также дополнен изданный Магнусом фон Цельзе «Apparatus ad historiam suedogothicam» новыми главами, в которых он изложил постановления шведских церковных соборов до реформации.
С 1848 года — член Шведской королевской академии наук и с 1852 года Шведской академии.